# Oblongiala
Oblongiala is een geslacht van wantsen uit de familie van de Reduviidae (Roofwantsen). Het geslacht werd voor het eerst wetenschappelijk beschreven door Liu & Cai in 2020.

## Soorten
Het genus is monotypisch en bevat alleen de volgende soort:

- Oblongiala zimbabwensis Liu & Cai, 2020